# Live Ammo (Ha! Ha! Ha!)
Live Ammo (Ha! Ha! Ha!) est un tableau réalisé par le peintre américain Roy Lichtenstein en 1962. Exécutée à l'huile et au crayon sur une toile de format carré, cette peinture de bataille relevant du pop art représente à la façon d'une case de comics imprimée en points Benday un avion militaire en ascension verticale, alors que de son cockpit s'échappe un phylactère nous indiquant que son pilote est en train de rire. L'œuvre est conservée depuis 1971 au Chrysler Museum of Art, à Norfolk, en Virginie, aux États-Unis.